# 東武大叶線
大叶線（おおがのうせん）は、かつて栃木県安蘇郡葛生町（現・佐野市葛生）にあった東武鉄道の貨物線である。佐野線の終点葛生駅より先に伸びていた貨物線会沢線の上白石駅から分岐し、大叶駅に至っていた。大叶鉱山から採取された石灰岩・ドロマイトなどの運搬用に敷設された。

## 路線データ
廃止時点
- 路線距離：上白石 - 大叶間 1.6 km
- 軌間：1,067 mm
- 駅数：3駅（起終点含む）
- 電化区間：全線（直流1,500 V）
- 複線区間：なし（全線単線）

## 歴史
- 1929年（昭和4年）
  - 3月22日 鉄道免許状下付[1]
  - 4月1日 上白石 - 大叶間開業[2][3]
  - 7月1日 山崎駅を宮本駅に改称[3]
- 1966年（昭和41年）6月 上白石 - 大叶間電化完成
- 1986年（昭和61年）10月21日 上白石 - 大叶間廃止[4]

## 駅一覧
- 全駅栃木県安蘇郡葛生町（現・佐野市葛生）に所在。
- 1981年当時。全て専用線発着車扱貨物のみ取り扱う貨物駅[5]。

| 電報略号 | 駅名     | 営業キロ | 営業キロ | 接続路線                         | 所属専用線・取扱品                                                                                                 | 所属専用線・取扱品           |
| 電報略号 | 駅名     | 駅間     | 累計     | 接続路線                         | 専用者 | 第三者使用                   |
| -------- | -------- | -------- | -------- | -------------------------------- | --- | ---------------------------- |
| シラ     | 上白石駅 | -        | 0.0      | 東武鉄道：会沢線                 | （東武会沢線#駅一覧を参照）                                                                                        | （東武会沢線#駅一覧を参照）  |
| ミヤ     | 宮本駅   | 0.6      | 0.6      |                                  | 吉沢石灰工業（生石灰）                                                                                             |                              |
| ミヤ     | 宮本駅   | 0.6      | 0.6      | 村樫石灰工業（プラスター・砕石） | 東武開発 |                              |
| カノ     | 大叶駅   | 1.0      | 1.6      |                                  | 吉沢石灰工業 石灰工場線・ドロマイト工場線 （生石灰・消石灰・炭酸カルシウム・砕石・ドロマイト・高温焼成ドロマイト） | 日本プラスター（プラスター） |